# 小原怜
小原 怜（おはら れい、1990年8月10日 - ）は、日本女子の陸上競技選手。専門種目は中距離走・長距離走・マラソン。主な実績に、2015年世界陸上北京大会女子長距離走（10000ｍ）日本代表（22位）、2016年名古屋ウィメンズマラソン3位、2019年大阪国際女子マラソン2位、同年マラソングランドチャンピオンシップ3位など。

## 人物・経歴

### 学生時代～実業団入り後
1990年8月10日、岡山県倉敷市出身。倉敷市立西中学校卒業後、高校は全国高等学校駅伝競走大会女子の部常連出場・強豪校の興譲館高等学校（岡山県井原市）に入学。高校在学時は森政芳寿監督の指導を受け、頭角を現し始める。尚、全国高校駅伝・女子の部には3年連続で出場した。
高校1年生時の第18回全国高校駅伝（2006年）は、3区・3Kmを出走し区間3位（総合2位）。2年生時の第19回全国高校駅伝（2007年）は、2区・4.0975kmを出走し区間3位（総合3位）。3年生時に第20回全国高校駅伝（2008年）は、最長区間の1区・6kmに出走して区間賞を獲得したが、最後の高校駅伝での興譲館高校は女子総合2位に終わり、念願の全国高校駅伝・総合優勝は果たせなかった。
興譲館高校卒業後の2009年4月、岡山市の実業団チーム・天満屋へ入社し、女子陸上競技部に所属。天満屋には同じく興譲館高校出身で3年先輩だった重友梨佐（ロンドン五輪女子マラソン日本代表）を始め、ほかチームＯＧでは中村友梨香（北京五輪女子マラソン代表）、坂本直子（アテネ五輪女子マラソン7位）、山口衛里（シドニー五輪女子マラソン7位）などが居た。
2010年の第30回・全日本実業団対抗女子駅伝競走大会では2区（3.3Km）に出場し、天満屋チームの総合初優勝にも大きく貢献した。

### 世界陸上北京大会・女子長距離走初選出
2015年6月の第99回日本陸上競技選手権大会・女子10000ｍでは、32分08秒59の第3位に入賞し、世界陸上北京大会・女子長距離走の種目に初選出される。また同年7月のホクレンディスタンスチャレンジ・網走大会女子10000ｍでは、自身初となる31分台（31分48秒31）で3位に入った。しかし同年8月に開催された世界陸上北京大会・女子10000ｍでは、世界強豪の女子選手らのハイペースについていけず、32分47秒74の第22位に終わった。
同年12月の山陽女子ロードレース・ハーフマラソンの部では、優勝のカプチッチ・セリー・チェピエゴ（九電工）に次ぐ日本人トップの2位に入り、自己記録・岡山県女子記録となる1時間9分17秒をマークした。
2017年1月15日の都道府県対抗女子駅伝では、岡山県チームのアンカーで出場。自身途中で6チームを抜く区間賞を獲得するも、優勝した京都府チームの筒井咲帆（ヤマダ電機）にゴール地点・西京極陸上競技場のトラックで猛迫したが、僅かに2秒及ばず準優勝だった。
それから2週間後、同年1月29日開催の大阪ハーフマラソン・女子の部（陸連登録）では、1時間10分02秒で優勝を果たした（同日開催の大阪国際女子マラソンでも、同じ天満屋所属の重友梨佐が、同マラソンで5年振り2回目の優勝を達成）。

### マラソン挑戦後
初マラソンは2015年3月8日の名古屋ウィメンズマラソンで、国内招待選手として出場。序盤からハイペースの先頭集団へ果敢についていったが、15Km過ぎの給水地点で、前田彩里（ダイハツ工業）との手足が交錯し、転倒してしまうアクシデントが発生。この影響で右太腿を痛めたのが尾を引き、中間点過ぎ付近から集団についていけずに脱落。レース後半は大幅にペースダウンとなり、ゴールタイムは3時間を超える総合119位の惨敗だった。
2回目のマラソンとなった2016年3月13日の名古屋ウィメンズマラソンへ、2年連続して国内招待選手で出場。レース序盤から30Km地点辺りまで、積極的に優勝争いの集団へ加わった。30Kmを過ぎた後、ロングスパートで突き放し優勝したユニスジェプキルイ・キルワ（バーレーン）と2位の田中智美（第一生命保険）に一旦離されるも、その後37Km付近で田中に追いついた。それ以降は二人の激しい一騎討ちとなったが、ゴール地点直前のナゴヤドーム入口付近で、ラストスパートを仕掛けた田中に先を越されてしまう。惜しくも田中とは1秒の僅差で、2時間23分20秒と自己記録を大幅に更新したが総合3位（日本人2位）、リオデジャネイロオリンピック女子マラソン日本代表の座をあと一歩で逃し、さらに天満屋所属選手の五輪女子マラソン種目の代表入りも4大会連続でストップとなった。
同マラソンゴール直後の小原は倒れ込み悔し涙を流したが「（日本人）1番以外は違うのは十分分かっている」と結果を受け止め「去年はマラソンの厳しさを知り、今年は勝負の詰めを経験させてもらった。次は10000ｍでリオ五輪を狙う」と気丈にコメントし気持ちを切り替えていた。だが、同年6月24日の第100回日本陸上選手権・女子10000ｍは結局10位（32分30秒66）に終わり、リオ五輪・女子長距離走代表も選出されなかった。
2017年3月12日の名古屋ウィメンズマラソンへ、世界陸上ロンドン大会女子マラソン日本代表選出を目指していたが、2月下旬の米国高地合宿中に左足小指の付け根に痛みを訴え、帰国後疲労骨折の診断が下されて欠場となった。
2018年3月11日の名古屋ウィメンズマラソンへ、2年振り3度目の出場に。中間点付近まではペースメーカーが先導する先頭集団についていったものの、23Km過ぎで優勝争いから離脱。その後も数人の日本女子選手に追い抜かれ、結局2時間27分台の総合8位・日本人5着に留まり、マラソングランドチャンピオンシップ（MGC・2020年東京オリンピック女子マラソン選考会）出場権獲得にはあと一歩届かなかった。
2018年9月16日のベルリンマラソンへ、自身初の海外フルマラソンに挑戦。日本女子首位の松田瑞生（ダイハツ工業）にはついていかず、天満屋のチームメイト・前田穂南と共に中間点過ぎ迄並走。だが中間点過ぎで前田から徐々に遅れてゆき、レース終盤では初マラソンの上原美幸（第一生命保険）にも追い越され、結果2時間27分台の10位・日本女子4着だった。それでも、前回名古屋ウィメンズマラソンと上位2記録・平均2時間28分以内の「ワイルドカード」（女子マラソン）の資格をクリアした為、翌2019年9月開催予定のMGC出場権を獲得した。
2019年1月27日開催の大阪国際女子マラソンに初めて出走。ペースメーカーが5Km毎約17分の先頭集団へ、小原は順調についていった。30Km地点でペースメーカーが離脱した後の給水所付近で、小原自ら積極的にトップに躍り出て、優勝争いは3人に絞られる。だが38Km過ぎで、優勝したファツマ・サド（エチオピア）から徐々に遅れ始め、結果日本人首位となる2時間25分台の2位でフィニッシュを果たしたが、自身念願のマラソン初優勝は7秒差で惜しくも成らなかった。尚、12.7Km地点で福士加代子（ワコール）が転倒した事に気付いた小原は、レース後に「ビックリしたがすぐに追いついてきた。私も（名古屋ウィメンズで）こけた経験があるので『福士さん頑張れ!』と思いながら走っていた。」と、35Km過ぎで途中棄権した福士を気遣いつつコメントしていた。
2019年9月15日、マラソン・グランドチャンピオンシップに出場。気温25度を超える高温の中ハイペースの先頭集団についていったが、18.5Km地点で優勝争いから脱落。それ以降小原は、3位の位置で単独走となった。36Km地点では単独2位の鈴木亜由子（日本郵政グループ）と1分近い差をつけられたが、そこから小原は追い上げを開始。41Km地点では鈴木と28秒の差に詰め、ゴール手前では極端にペースが落ちた鈴木を必死に肉迫したものの、結果2位に入り東京五輪内定と成った鈴木とは4秒の僅差で惜しくも敗れ、2時間29分台の3位でゴール。小原の東京五輪・女子マラソン代表選出は叶わず、「またやらかした」と悔しさをにじませた。
それでも、MGCファイナルチャレンジ（2019年さいたま国際・2020年大阪国際女子・2020年名古屋ウィメンズ）で設定記録（2時間22分22秒）を突破する日本女子選手が現れなければ、MGC3位の小原が東京五輪代表に選ばれる状況にあった。だが、2020年1月26日に開催された大阪国際女子マラソンは、松田瑞生が2時間21分47秒のゴールタイムで優勝、設定記録を上回ったため、この時点で小原が女子マラソン3人目の五輪代表入りが事実上消滅した。なお、同大会は小原も出場したものの16Km過ぎで松田らの先頭集団から後退、2時間28分台の13位に終わった。ゴール会場のヤンマースタジアム長居（長居陸上競技場）に入った直後、電光掲示板で松田の優勝タイムを初めて知った際「頭が真っ白になった」と大きなショックを受けたという。さらに、2020年3月8日開催の名古屋ウィメンズマラソンでは、一山麻緒（ワコール）が松田の記録を1分以上更新する、2時間20分29秒のゴールタイムで優勝。これにより、一山が3番手での東京五輪・女子マラソン代表が決定し、MGC3位の小原と、MGC4位の松田がそれぞれ補欠での選出と成った。

## マラソン全成績
| 年月      | 大会                               | 順位  | 記録          | 備考                                             |
| --------- | ---------------------------------- | ----- | ------------- | ------------------------------------------------ |
| 2015年3月 | 名古屋ウィメンズマラソン           | 119位 | 3時間05分21秒 | 初マラソン・世界陸上北京大会選考レース           |
| 2016年3月 | 名古屋ウィメンズマラソン           | 3位   | 2時間23分20秒 | 自己記録・リオデジャネイロ五輪選考レース         |
| 2018年3月 | 名古屋ウィメンズマラソン           | 8位   | 2時間27分44秒 | MGCシリーズ第4弾（2020年東京オリンピック選考会） |
| 2018年9月 | ベルリンマラソン                   | 10位  | 2時間27分29秒 | ワイルドカードでMGC出場権獲得                    |
| 2019年1月 | 大阪国際女子マラソン               | 2位   | 2時間25分46秒 | MGCシリーズ第7弾・日本人1位                      |
| 2019年9月 | マラソングランドチャンピオンシップ | 3位   | 2時間29分6秒  | 東京2020オリンピック日本代表選考競技会           |
| 2020年1月 | 大阪国際女子マラソン               | 13位  | 2時間28分12秒 | MGCファイナルチャレンジ第2弾                     |
| 2021年3月 | 名古屋ウィメンズマラソン           | 18位  | 2時間32分03秒 |                                                  |